# Emmertarwe
Emmertarwe, emmer of tweekoren (Triticum dicoccum, synoniem: Triticum turgidum subsp. dicoccon) is een tetraploïde tarwesoort, met wilde en gecultiveerde varianten. Er zijn winteremmertarwe- en zomeremmertarwerassen. De genoomsamenstelling van de emmertarwe is AABB, omdat het genoom van eenkoorn wordt weergegeven met A en het genoom van de wilde diploïde grassoort wordt weergegeven met B (zie verder gewone tarwe). 

## Geschiedenis
De voorouder is de wilde emmer (Triticum dicoccoides). Emmertarwe is de oervader van harde tarwe (Triticum durum) en khorasantarwe of kamut (Triticum turgidum) en is historisch gezien de belangrijkste tarwesoort. Bij vele opgravingen in het Midden-Oosten en in Europa zijn resten van deze tarwesoort gevonden. De gedomesticeerde emmertarwe werd al vanaf 7000 v.Chr. verbouwd in onder meer Egypte. Ook is het een van de planten die ruwweg zo'n 2000-3000 jaar geleden in Nederland werden verbouwd op de zogenaamde raatakkers, ook wel bekend als 'celtic fields'.
Voor de Tweede Wereldoorlog werd emmertarwe nog verbouwd in Duitsland, in Thüringen en Zuid-Duitsland. In Noord-Beieren in de omgeving van Coburg wordt aan het begin van de eenentwintigste eeuw weer emmertarwe verbouwd onder ander voor de bereiding van emmerbier. Ook in Nederland zijn proefprojecten, bijvoorbeeld in de Haarlemmermeer. Op grotere schaal wordt het alleen nog geteeld in Ethiopië, Turkije en Syrië, gebieden waar de soort ook in het wild voorkomt.

## Kenmerken
Emmertarwe kan twee meter hoog worden. De oortjes zijn groot en gewimperd. Het tongetje is middelgroot en stompgetand. Het aartje heeft aan het onderste kroonkafje een enkele centimeters lange kafnaald en twee bloempjes. De korrels worden strak door de kafjes omsloten, daarom moet emmertarwe voor het vrijmaken van de korrels gepeld worden. Emmertarwe legert gemakkelijk.
De oogst vindt plaats in augustus. De graanvrucht is vrij klein en de opbrengst per hectare laag, maximaal 2.500 kg.
Vanwege het lage glutengehalte is emmertarwe alleen geschikt voor de broodbereiding met koud rijzen en zuurdesem. Het brood is licht notig en vochtig. Met warm rijzen is geen brood te bakken. Deze tarwesoort kan ook als smaakstof voor volkorenbrood worden gebruikt.

## Uitzaai
Emmerwintertarwe wordt gezaaid tussen half september en half oktober met een rijenafstand van 10 – 25 cm. Vanaf eind januari kan emmerzomertarwe gezaaid worden.

## Zwarte emmertarwe
Door natuurlijke selectie is uit de oeremmertarwe de zwarte winteremmertarwe (Triticum dicoccon var. atratum) ontstaan. De zwarte kleur is afkomstig van bètacaroteen.

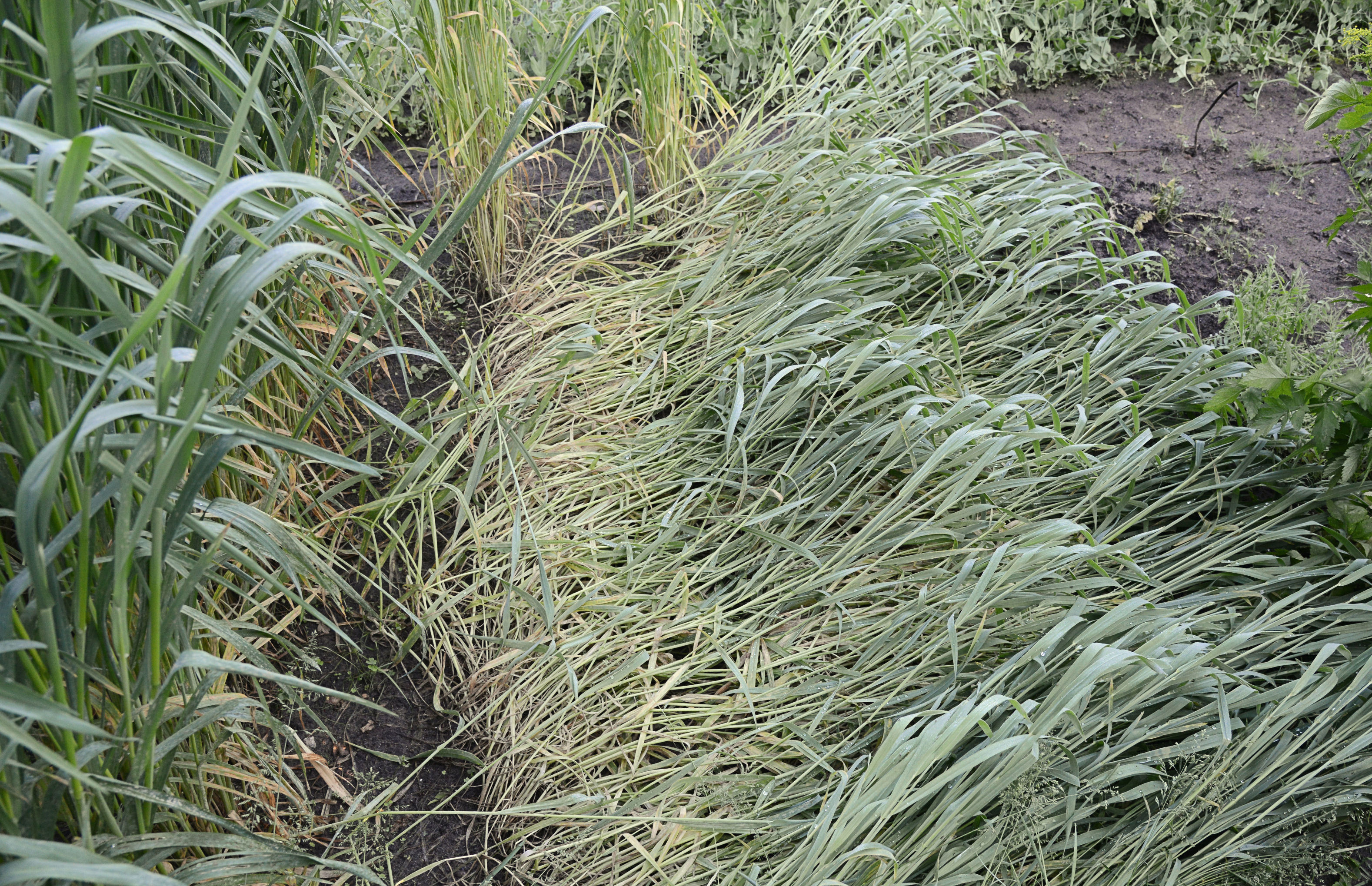
Legering bij zomeremmertarwe
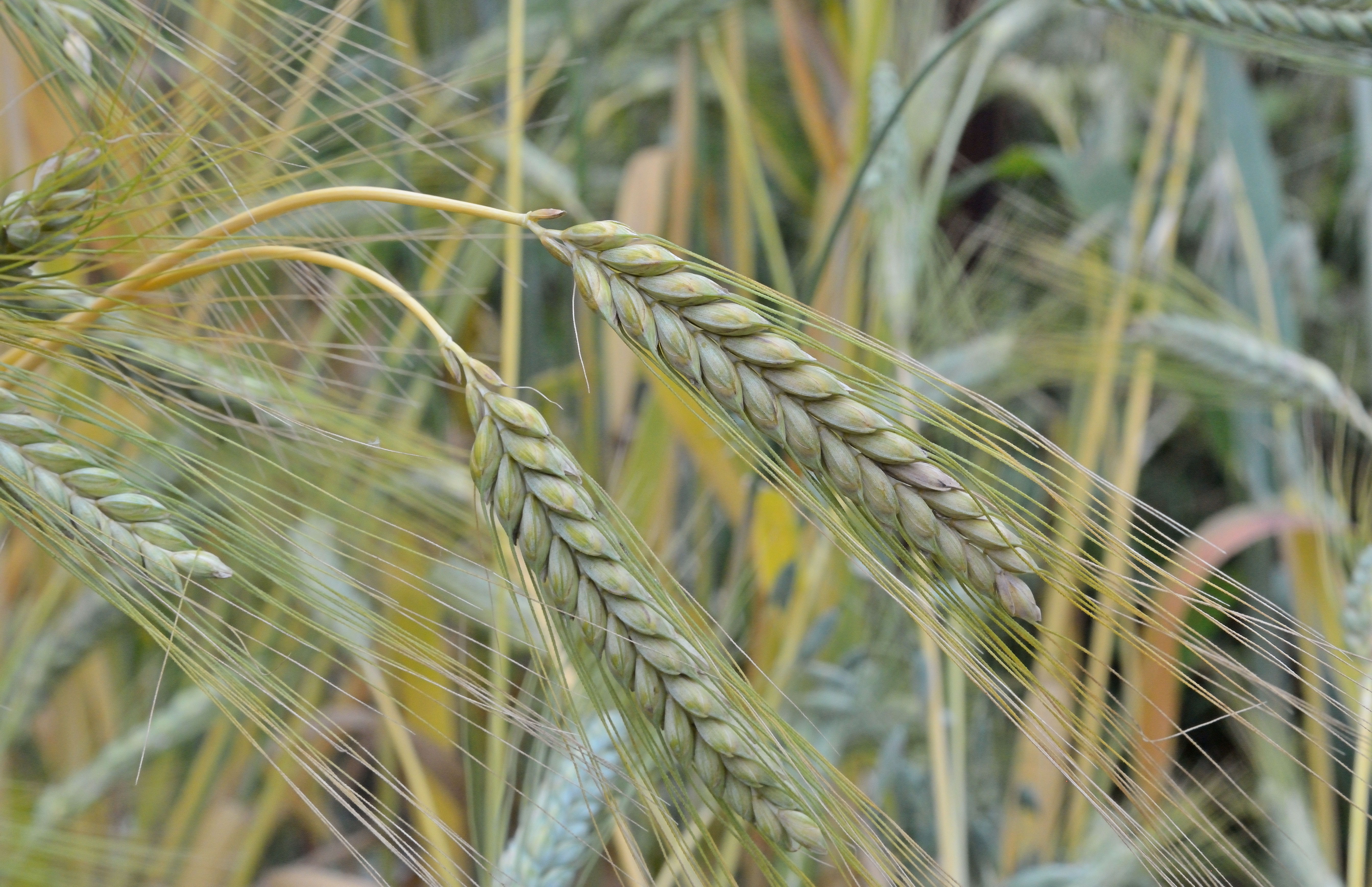
Aren
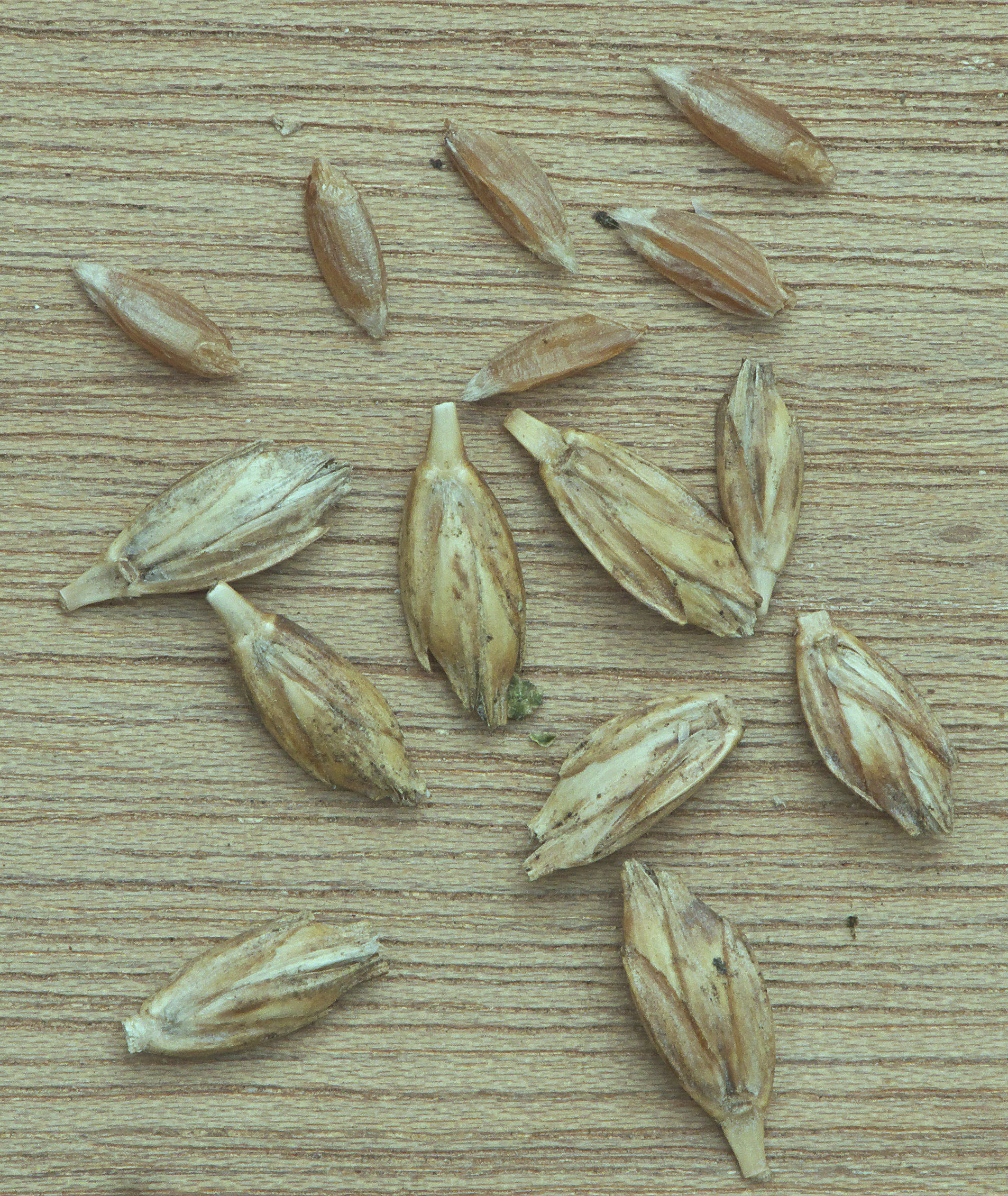
Graankorrels en pakjes (waarin de graankorrels) van bruinkafzomeremmertarwe
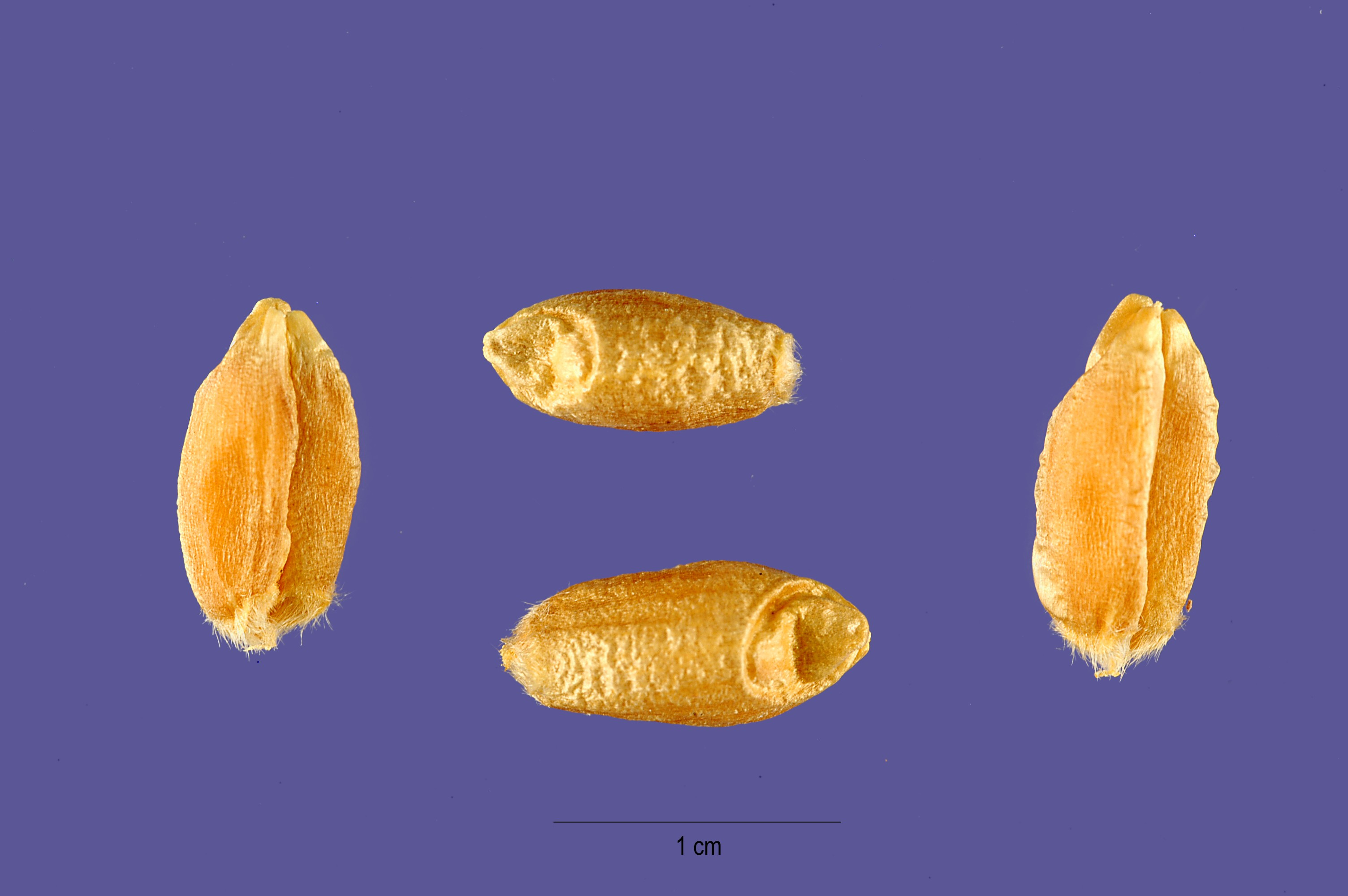
Emmertarwekorrels
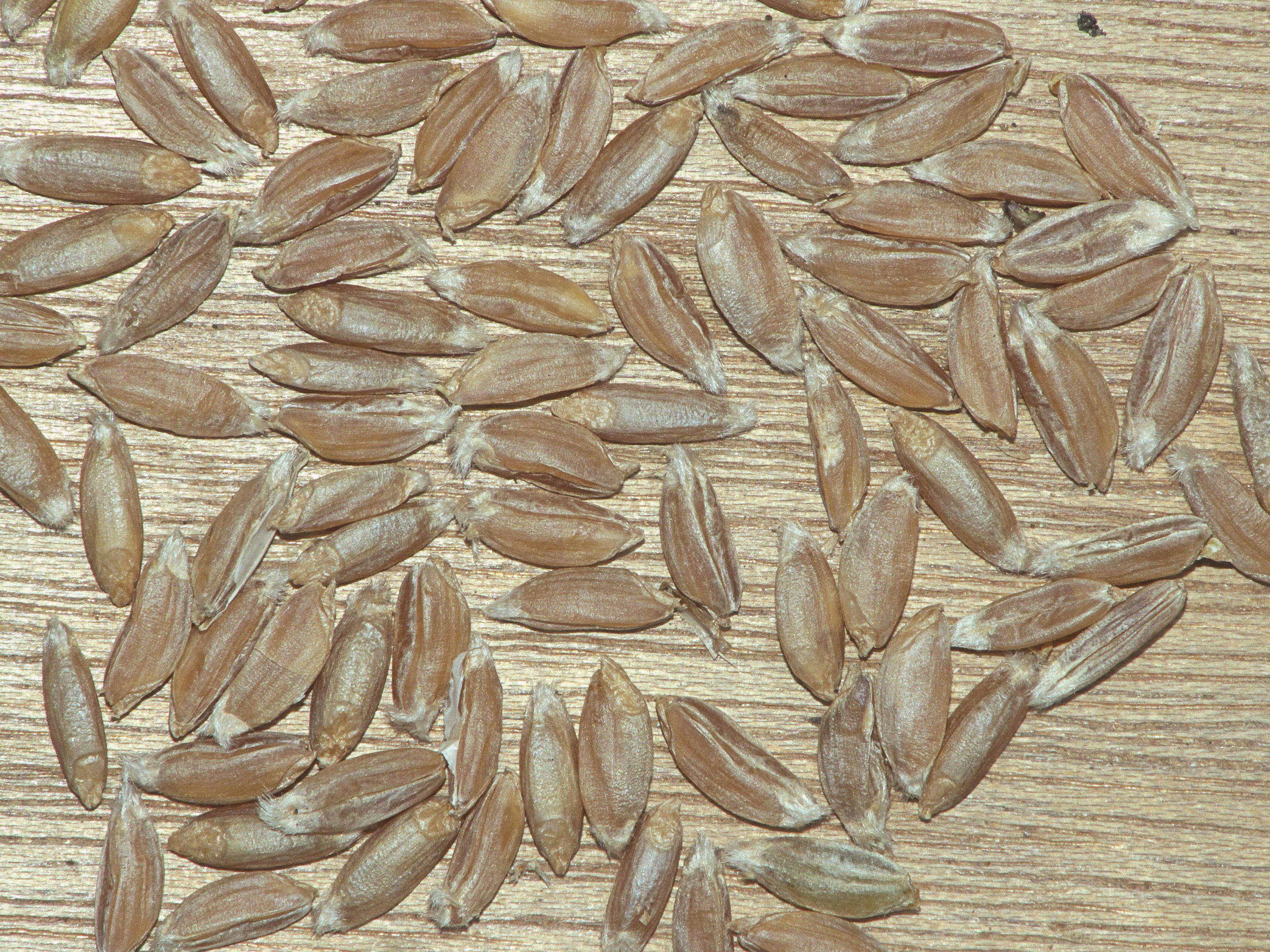
Emmertarwekorrels

... · 
T. aestivum (Gewone tarwe) · 
T. compactum (Dwergtarwe) · 
T. dicoccoides (Wilde emmer) · 
T. dicoccum (Emmertarwe) · 
T. durum (Durum) · 
T. monococcum (Eenkoorn) · 
T. spelta (Spelt) · 
...